# بی‌گناهان (فیلم)
بی‌گناهان (به انگلیسی: The Innocents) فیلمی در ژانر ترسناک و دلهره‌آور و محصول سال ۱۹۶۱ میلادی انگلستان است که در مدت زمان صد دقیقه توسط جک کلِایتون به شیوه سیاه و سفید ساخته شده‌است. فیلمنامه آن برگرفته از رمان چرخش پیچ اثر هنری جیمز از نویسندگان مطرح آمریکایی بوده و هنرپیشگان نقشهای اصلی آن دبورا کار و مایکل ردگرِیو می‌باشند. بی‌گناهان نامزد دریافت دو جایزه بافتا شد و همچنین در جشنواره فیلم کن ۱۹۶۲ نامزد نخل طلای کن گردید.

## ماجرا
داستان فیلم در انگلستان و اواخر قرن نوزدهم می‌گذرد، دوشیزه گیدنز به عنوان معلم سرخانه برادرزاده‌های مالک یک عمارت اربابی و به دور از شهر استخدام می‌شود. این دو کودک در ابتدا معصوم به نظر می‌رسند، اما گیدنز کم‌کم به وقایعی مرموز در خانه پی برده و درمی‌یابد که کودکان توسط ارواح دو عاشق مرده تسخیر شده‌اند…

## نقد و بررسی
در خصوص داستان فیلم بی‌گناهان اختلاف نظر وجود دارد و تا پایان نیز گره از ابهام موجود در آن باز نمی‌شود. به باور برخی از منتقدان، بی‌گناهان فیلمی روانشناختی است که شخصیت اصلی آن از بیماری پارانویا رنج می‌برد، با چنین نگرشی، ساخته جک کلِیتون، درامی سراسر تعلیق است که با شک و تردید می‌توان آن را در زمره فیلمهای ارتباط با جن و روح قرار داد. در این نظر، فیلم دربارهٔ زنی روان‌پریش است که تنها خود این ارواح را می‌بیند، اما از آنجا که تماشاگر تا لحظات آخر از بیماری او مطلع نیست، به شدت از تصویری که در واقع توسط شخصیت اصلی به وی ارائه می‌شود، هراسناک می‌گردد.
اما در این میان نگرشی دیگر هم وجود دارد و آن اینکه دوشیزه گیدنز نه تنها بیمار نیست، بلکه این ارواح عاشق به واقع جسم و روح دو کودک را به تسخیر درآورده‌اند و این تفسیر در کتاب هنری جیمز که فیلم اقتباسی از آن می‌باشد پررنگ‌تر از نظریه دیگر است.